# 690 (numero)
Seicentonovanta (690) è il numero naturale dopo il 689 e prima del 691.

## Proprietà matematiche
- È un numero pari.
- È un numero composto con 16 divisori: 1, 2, 3, 5, 6, 10, 15, 23, 30, 46, 69, 115, 138, 230, 345, 690. Poiché la somma dei suoi divisori (escluso il numero stesso) è 1038 > 690 è un numero abbondante.
- È un numero semiperfetto in quanto pari alla somma di alcuni (o tutti) i suoi divisori.
- È un numero tetraprimo, ovvero ricavabile dal prodotto di 4 numeri primi distinti.
- È un numero palindromo nel sistema numerico esadecimale e in quello a base 29 (NN). In quest'ultima base è altresì un numero a cifra ripetuta.
- È un numero di Harshad nel sistema numerico decimale.
- È parte delle terne pitagoriche (304, 690, 754), (368, 690, 782), (690, 920, 1150), (690, 1512, 1662), (690, 1656, 1794), (690, 1512, 1662), (690, 2600, 2690), (690, 4736, 4786), (690, 5152, 5198), (690, 7920, 7950), (690, 13216, 13234), (690, 23800, 23810), (690, 39672, 39678), (690, 119024, 119026).
- È un numero 231-gonale.
- È un numero pratico.
- È un numero scarsamente totiente.
- È un numero di Smith nel sistema numerico decimale.
- È un numero di Ulam.

## Astronomia
- 690 Wratislavia è un asteroide della fascia principale del sistema solare.
- NGC 690 è una galassia spirale della costellazione della Balena.

## Astronautica
- Cosmos 690 è un satellite artificiale russo.